# Itatiba
Itatiba este un oraș în São Paulo (SP), Brazilia.